# Stansted
Stansted is een civil parish in het bestuurlijke gebied Tonbridge and Malling, in het Engelse graafschap Kent.
De plaats heeft geen verband met London Stansted Airport, gelegen in de nabijheid van Stansted Mountfitchet in het graafschap Essex.